# Tepui

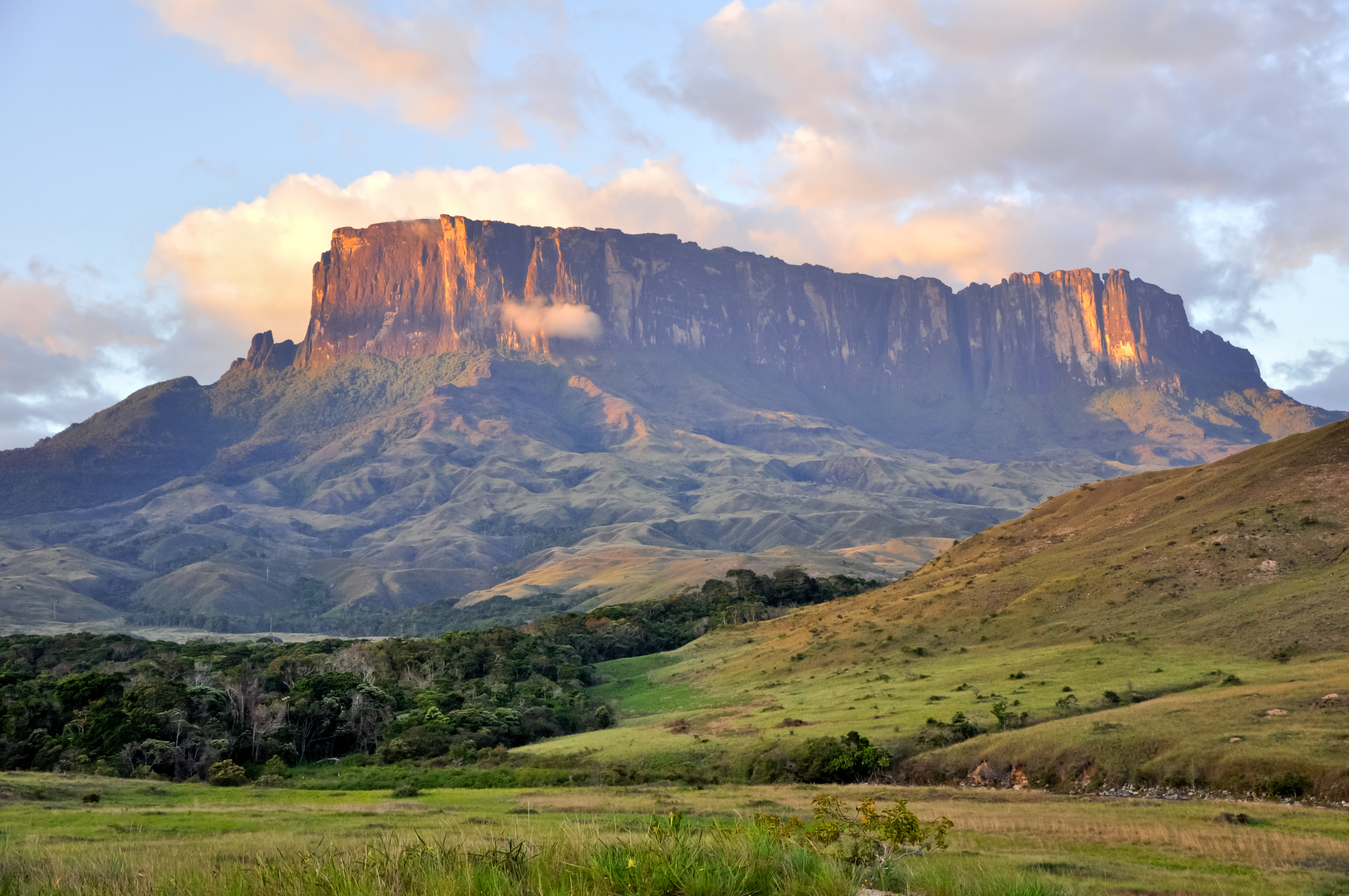
Solnedgång på Kukenán-tepui i Venezuela

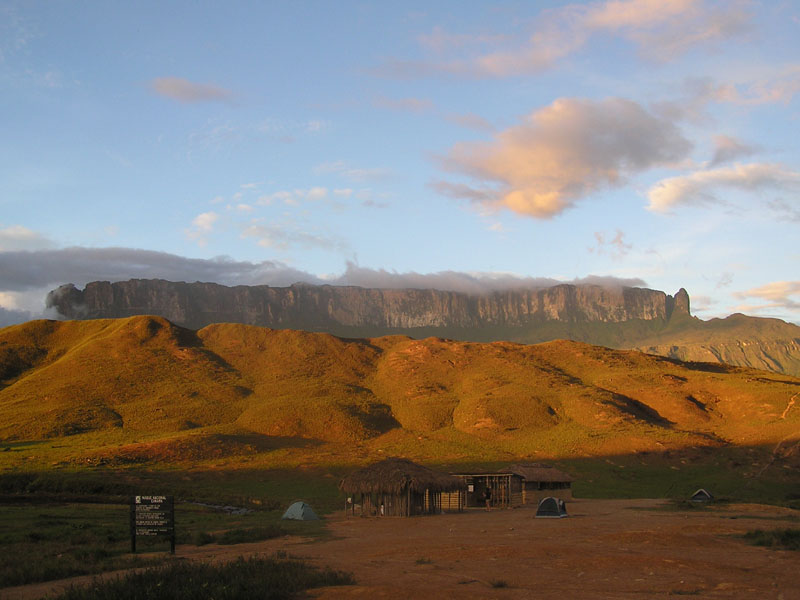
Roraima-tepui

Tepuier (singularis tepui) kallas platåbergen i Guyanas högland i Sydamerika, speciellt i Venezuela. Dessa uppträder vanligen isolerade från andra berg och bergskedjor och deras otillgänglighet gör att de hyser många endemiska växt- och djurarter. 
Några av de största tepuierna är Autana, Pico da Neblina (den högsta, ligger på gränsen mellan Brasilien och Venezuela), Auyantepui och Monte Roraima. 
Tepuier består vanligen av prekambrisk sandsten som reser sig brant upp ur den omgivande djungeln och bildar svårklättrade och spektakulära inslag i landskapet.
Världens högsta vattenfall, Angelfallen, faller ner från Auyantepui.